# Эзьё
Эзьё (фр. Ayzieu) — коммуна во Франции, находится в регионе Юг — Пиренеи. Департамент — Жер. Входит в состав кантона Казобон. Округ коммуны — Кондом.
Код INSEE коммуны — 32025.

## География
Коммуна расположена приблизительно в 590 км к югу от Парижа, в 125 км западнее Тулузы, в 55 км к северо-западу от Оша.
На востоке коммуны протекает река Дуз.

## Климат
Климат умеренно-океанический. Лето жаркое и немного дождливое, температура часто превышает 35 °С. Зимой часто бывает отрицательная температура и ночные заморозки. Годовое количество осадков — 700—900 мм.

## Население
Население коммуны на 2010 год составляло 155 человек.
| 1962 | 1968 | 1975 | 1982 | 1990 | 1999 | 2010 |
| ---- | ---- | ---- | ---- | ---- | ---- | ---- |
| 254  | 235  | 207  | 163  | 141  | 147  | 155  |

## Администрация
| Период | Период | Фамилия        | Партия                  | Примечания |
| ------ | ------ | -------------- | ----------------------- | ---------- |
| 2001   | 2020   | Жан-Клод Дюффо | Социалистическая партия |            |

## Экономика
В 2010 году среди 96 человек трудоспособного возраста (15-64 лет) 56 были экономически активными, 40 — неактивными (показатель активности — 58,3 %, в 1999 году было 65,5 %). Из 56 активных жителей работали 51 человек (31 мужчина и 20 женщин), безработных было 5 (2 мужчин и 3 женщины). Среди 40 неактивных 8 человек были учениками или студентами, 23 — пенсионерами, 9 были неактивными по другим причинам.